# Уокиган (Иллинойс)
Уоки́ган (англ. Waukegan; МФА /wɔːˈkiːɡən/) — город в округе Лейк, штат Иллинойс. Уокиган девятый по численности населения город в штате Иллинойс и пятый на западном берегу озера Мичиган, после Чикаго, Милуоки, Грин Бэя и Кеноши.

## Географическое положение
Уокиган расположен на берегу озера Мичиган, примерно в 13 км к югу от границы штата Висконсин и в 64 км к северу от центра Чикаго, на высоте 204 м над уровнем моря. Площадь города составляет 59,8 км²: 59,6 км² суши и 0,2 км² воды.

## Демография
Численность населения по данным переписи 2010 года составила 89 078 человек. Число домовладений города составляло 28 079.
По национальному признаку в городе преобладают латиноамериканцы, их — 47,6 %, белых — 41,5 %, афроамериканцев — 17,08 %, азиатов — 3,8 % и другие.
В отличие от остального испаноязычного населения в районе Чикаго, которое в основном мексиканское, Уокиган стал домом для многих латиноамериканцев родом из Пуэрто-Рико, Доминиканской Республики, Перу и Аргентины.
Распределение населения по возрасту:
- до 19 лет — 33,4 %
- от 20 до 29 лет — 15,8 %
- от 30 до 44 лет — 21,9 %
- от 45 до 64 лет — 21,4 %
- от 65 лет — 7,4 %

Средний возраст жителя Уокигана — 30,5 лет.

## История
В 1673 году Уокиган посетил французский иезуит, первопроходец и исследователь Северной Америки Жак Маркетт (фр. Jacques Marquette), здесь располагалась одна из древнейших общин в штате Иллинойс. История города началась с французского торгового поста и поселения племени Потаватоми, известное как «Литл-Форт» (англ. «Little Fort»). Начиная с 1829 года в различных источниках появляется информация о договоре, подписанном Потаватоми, в котором они уступили все свои земли в этой местности федеральному правительству.
В 1849 году поселению был присвоен статус небольшого городка (англ. town), население которого составляло около 2500 человек.
Гордясь ростом своей общины и не желая больше характеризоваться как «маленький», 31 марта 1849 года жители Литл-Форт изменили название своего городка на Уокиган, на языке племени Потаватоми означающее «форт» или «торговый пост».
Ранних поселенцев Уокиган изначально привлекал как порт, через который поставлялась различная продукция и зерно в Чикаго. Проложенная железная дорога (ныне Union Pacific Railroad) в 1855 году стимулировала развитие Уокигана как промышленного центра. Он продолжал расти и диверсифицироваться, и 23 февраля 1859 года Уокиган был зарегистрирован как город (англ. city), с площадью 14,6 км².
22 августа 1920 года в городе Уокиган родился известный американский писатель Рэй Дуглас Брэдбери.

## Транспорт и инфраструктура
В Уокигане работает порт и региональный аэропорт.
Порт обеспечивает доступ к разгрузке и погрузке 90—100 крупным судам ежегодно.
Аэропорт Уокигана сертифицирован для приёма авиации общего назначения. Работают таможенные службы, что позволяет осуществлять прямые международные рейсы. Из аэропорта вылетали такие персоны как Далай-лама и Дик Чейни.
Кроме того в Уокигане ежедневно с раннего утра до позднего вечера работает железнодорожное сообщение с Чикаго (через северную линию Union Pacific). А также хорошо развиты маршруты общественных автобусов по всему городу и прилегающим районам (в воскресенье количество маршрутов значительно сокращено).
Другие известные объекты города:
- Уокиган-Билдинг[англ.] — исторический небоскрёб в Уокигане.
- Уокиган-Харбор[англ.] — бухта.
- Уокиган-Харбор-Лайт[англ.] — маяк.
- Средняя школа Уокигана[англ.]
- Публичная библиотека Уокигана[англ.]

## Города-побратимы
У Уокигана 1 город-побратим:
- Киётаке[англ.], префектура Миядзаки, Япония